# Pizarral
Pizarral település Spanyolországban, Salamanca tartományban. Pizarral Guijuelo, Berrocal de Salvatierra, Montejo, Salvatierra de Tormes, Aldeavieja de Tormes és Pedrosillo de los Aires községekkel határos. Lakosainak száma 64 fő (2024).

## Népesség
A település népessége az elmúlt években az alábbi módon változott:
| Lakosok száma | 85   | 81   | 74   | 80   | 68   | 57   | 53   | 46   | 49   | 64   |
|               | 2001 | 2004 | 2007 | 2009 | 2012 | 2014 | 2017 | 2019 | 2022 | 2024 |